# ガーズィー・ウッディーン・ハーン (フィールーズ・ジャング3世)

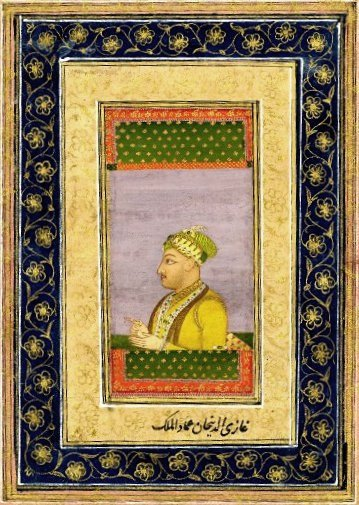
ガーズィー・ウッディーン・ハーン

ガーズィー・ウッディーン・ハーン（Ghazi ud-Din Khan, 1736年2月1日 - 1800年8月31日）は、北インド、ムガル帝国の政治家・武将。同国の軍務大臣・宰相でもある。フィールーズ・ジャング3世（Firuz Jung III）、イマードゥル・ムルク（Imad-ul Mulk）の称号でも知られる。

## 生涯
1736年2月1日、ガーズィー・ウッディーン・ハーンはムガル帝国の武将ガーズィー・ウッディーン・ハーン（フィールーズ・ジャング2世）の息子として生まれた。祖父はニザーム王国の始祖カマルッディーン・ハーンである。
1752年12月12日、 ガーズィー・ウッディーン・ハーンは帝国の軍務大臣に任命された。当時、宮廷は宰相サフダル・ジャングを中心とするイラン系貴族とガーズィー・ウッディーン・ハーンを中心とするトルコ系貴族とに分かれていた。1753年5月に抗争に敗れたサフダル・ジャングが宰相職を辞して帝都デリーからアワドに引き上げたのち、彼はマラーターのシンディア家、ホールカル家と手を組み、サフダル・ジャングの後継者との争いにも勝利した。
1754年6月2日、ガーズィー・ウッディーン・ハーンは皇帝アフマド・シャーに宰相位を要求したが断られたため、その母ウドハム・バーイーとともに盲目にして廃位した。新たに擁立した皇帝アーラムギール2世から宰相位を受けた。
さて、ガーズィー・ウッディーン・ハーンは権力を一手に握ったが、現実はそううまくはいかなかった。彼が政権を握ったときに手を貸したマラーターには報酬を支払うことが出来ず、マラーターがデリー近郊を略奪した。また、自身のバダフシャーン出身のトルコ系特殊部隊が給料の未払いで反乱を起し、彼の服を引きはがして半裸にして通りを引きずり回し、繰り返し拳で殴って給料のことで罵倒を浴びせる事件が起きた。そのうえ、デリー周辺で勢力を拡大するナジーブ・ハーン率いるアフガン系ローヒラー族を止めることが出来なかった。
1756年、ガーズィー・ウッディーン・ハーンはこの状況を改善するため、ローヒラー族からラホールを奪還した。だが、ナジーブ・ハーンはアフガニスタンの君主でアフマド・シャー・ドゥッラーニーと常に連絡を取り合えるようにしており、その行動は挑発の他ならなかった。同年12月、アフマド・シャーはその要請を受け、デリーへ向けて進軍した。
1757年1月、アフマド・シャー・ドゥッラーニーはデリーを占拠し、2月には略奪と殺戮を行った。帝国になすすべはなく、同様の行為はマトゥラーやヴリンダーヴァンでも行われた。
4月、アフマド・シャー・ドゥッラーニーはデリーから略奪品とともに撤退し、ガーズィー・ウッディーン・ハーンは復職したが、監督官としてナジーブ・ハーンが置かれた。こうして、ガーズィー・ウッディーン・ハーンはナジーブ・ハーンによって帝国の実権を奪われた。
アフガン軍がデリーを占拠したとの報がマラーター王国にもたらされると、マラーター王国宰相バーラージー・バージー・ラーオは弟ラグナート・ラーオをデリーに向けて派遣した。ラグナート・ラーオの軍勢は行軍の過程で大軍となり、宰相ガーズィー・ウッディーン・ハーンもこれに味方し、8月11日にナジーブ・ハーンの軍勢はラグナート・ラーオの軍勢と対決した（デリーの戦い）。数の少なかったローヒラー軍は敗北し、ナジーブ・ハーンはデリーから撤退した。
しかし、その後、ガーズィー・ウッディーン・ハーンは手駒たる皇帝アーラムギール2世がアフマド・シャー・ドゥッラーニーの手に渡るのではないかと恐れるようになった。1759年10月、アフマド・シャーがラホールを奪取してデリーへ向かうと、11月29日に彼はアーラムギール2世をフィールーズ・シャー・コートラの近くで殺害した。そして、傀儡の皇帝としてシャー・ジャハーン3世を擁立した。だが、アーラムギール2世の皇子を取り逃がし、12月に彼はシャー・アーラム2世として即位した。
1760年1月、アフマド・シャー・ドゥッラーニーはナジーブ・ハーンとともにデリー近郊で、ダッタージー・ラーオ率いるマラーター軍を破った。そのまま、アフマド・シャーはデリーに入城したが、ガーズィー・ウッディーン・ハーンと傀儡のシャー・ジャハーン3世はその地位にとどまった。3月、サダーシヴ・ラーオ・バーウらが指揮するマラーターの大軍がデリーに進軍しつつあるとの報が入ると、アフマド・シャーはデリーを離れ、アリーガルへと移った。
8月2日、サダーシヴ・ラーオ率いるマラーター軍がデリーに入城した。だが、10月10日にサダーシヴ・ラーオは裏切り、傀儡の皇帝シャー・ジャハーン3世を廃位し、彼を擁立した宰相ガーズィー・ウッディーン・ハーンは失脚した。これは、マラーター王国宰相バーラージー・バージー・ラーオがシュジャー・ウッダウラにアフガン軍との調停を委ねる代わり、彼が帝国の宰相になれるよう助力を秘密裏に約束していたからだった。
1761年1月、アフマド・シャーは第三次パーニーパトの戦いでマラーター軍に勝利したのちにデリーを占領し、3月20日にデリーを去る時にガーズィー・ウッディーン・ハーン復職させ、ナジーブ・ハーンを宮廷の監督官とした。だが、ナジーブ・ハーンはその後すぐに全ての権力を奪取し、宰相位を奪われたガーズィー・ウッディーン・ハーンは過去の罪から逃れるためにメッカへ巡礼しなくてはならなかった。
1800年8月31日、ガーズィー・ウッディーン・ハーンはカールピーで死亡した。